# Redaktionsmanagement
Redaktionsmanagement ist eine noch junge Funktion im Journalismus und beschreibt die ökonomisch orientierte Führung einer Redaktion. Ziel ist der effiziente Einsatz vorhandener Ressourcen (Geld, Personal, Technik), um publizistische und betriebswirtschaftliche Ziele gleichermaßen zu erreichen.
Als Redaktionsmanager fungiert oft der Chef vom Dienst. In manchen Redaktionen gibt es eine extra dafür geschaffene Position, den „Geschäftsführenden Redakteur“. Zunehmend häufiger verstehen sich ebenso Chefredakteure als resultatorientierte Manager und weniger als politisch ausgerichtete Publizisten.
Da Redaktionen zunehmend mehrere Ausgabeplattformen gleichzeitig betreuen (crossmediales Publizieren, oft unterstützt durch ein Redaktionssystem und/oder ein Content-Management-System), ist ein permanenter Wandelprozess notwendig. Klassische Redaktionsstrukturen, wie etwa der funktionale Aufbau in Ressorts, werden abgelöst durch interdisziplinäre und thematisch zusammengesetzte Teams sowie Rollentrennungen. Überregionale Zeitungen, Zeitschriften und Rundfunksender arbeiten verstärkt mit zentralen Großraum-Organisationen („Newsroom“, „Newsdesks“).
In der deutschen Medienkrise seit 2001 wurden Redaktionen zusammengelegt, geschlossen und ausgelagert. Redakteure kümmern sich seither verstärkt selbst um das Redaktionsmanagement und vergeben mehr Aufträge an freie Journalisten. Die Kommunikationswissenschaft weist darauf hin, dass unter diesen Entwicklungen die Qualität der Medienprodukte abnehmen könnte.

## Aufgabenfelder des Redaktionsmanagements
- Organisation, Abläufe und Prozesse innerhalb einer Redaktion
- Schnittstelle zu den kaufmännischen und technischen Abteilungen
- Technik- und Innovationsmanagement
- Erfolgsmessung, quantitative und qualitative Auswertung des Nutzerverhaltens, Nutzerkommunikation
- Personalmanagement
- Budgetplanung und -controlling, aktives Kostenmanagement (bei Profit-Centern zusätzlich Erfolgsplanung auf Redaktions- und Produktbasis, interne Verrechnung)
- Qualitätssicherung
- Redaktionsmarketing